# Добра (Познанський повіт)
Добра (пол. Dobra, нім. Gutendorf) — село в Польщі, у гміні Бук Познанського повіту Великопольського воєводства.
Населення — 68 осіб (2011).
У 1975—1998 роках село належало до Познанського воєводства.

## Демографія
Демографічна структура станом на 31 березня 2011 року:
|          | Загалом | Допрацездатний вік | Працездатний вік | Постпрацездатний вік |
| -------- | ------- | ------------------ | ---------------- | -------------------- |
| Чоловіки | 36      | 9                  | 23               | 4                    |
| Жінки    | 32      | 7                  | 18               | 7                    |
| Разом    | 68      | 16                 | 41               | 11                   |